# Antonio Grompone
Antonio Miguel Grompone Passaro (Salto, 17 de abril de 1893 - Montevideo, 4 de junio de 1965) fue un educador, escritor y abogado uruguayo, fundador y primer director del Instituto de Profesores Artigas. En 2014 la biblioteca del instituto fue nombrada en su honor.

## Biografía
Hijo de Ángela María Passaro y Giovanni Angelo Grompone, inmigrantes italianos, comenzó muy joven su carrera docente en el Instituto Osimani y Llerena de Salto. Viajó a Montevideo a iniciar sus estudios de derecho que finalizó en 1918, en la Universidad de la República.
La educación fue uno de sus grandes compromisos: fue profesor de Filosofía del Instituto Normal de Señoritas y luego, Profesor Catedrático de Filosofía del Derecho en la Facultad de Derecho de al Universidad de la República. Fue decano de dicha facultad entre 1939 y 1945. Fue creador del Instituto de Profesores Artigas del que fue director desde su fundación hasta su muerte en 1965. Se trató de un logro fundamental pues el país contó por vez primera con una casa de estudios dedicada a formar profesores para la educación secundaria uruguaya. 
Fue miembro de la Masonería de Uruguay, llegando a los cargos máximos de esa institución. Fue Venerable Gran Maestro de la Gran Logia de la Masonería del Uruguay y Soberano Gran Comendador. La Biblioteca Central de la Gran Logia lleva su nombre.
Contrajo matrimonio con Lola Gioscia y luego con María Carbonell. Fue padre de Martha, Antonio, Juan y María Antonia.

## Homenajes
En 2014 en el Instituto de Profesores Artigas se nombra la Biblioteca Prof. Dr. Antonio Grompone y se coloca una placa.
La Biblioteca Central de la Gran Logia de la Masonería de Uruguay lleva su nombre.
En Salto existe el Liceo N.º 2 Antonio Grompone.
En septiembre de 2021 fue pintado un mural con su rostro en una de las paredes laterales del Instituto de Profesores Artigas, obra del artista José Gallino.

## Libros
Algunos de sus libros son:
- 1919, Metafísica
- 1932, Filosofía de las revoluciones sociales
- 1938, La ideología de Batlle.
- 1947, Problemas sociales de la Enseñanza Secundaria
- 1953, Universidad oficial y Universidad viva
- 1963, Pedagogía universitaria.